# Maruša Štangar
Maruša Štangar (31 gennaio 1998) è una judoka slovena.

## Palmarès
- Campionati mondiali juniores

Abu Dhabi 2015: argento nei 48 kg;
Zagabria 2013: bronzo nei 48 kg.
- Campionati europei juniores

Sarajevo 2013: bronzo nei 44 kg.
- Campionati mondiali cadetti

Miami 2013: bronzo nei 44 kg.
- Campionati europei cadetti

Atene 2014: bronzo nei 48 kg;
Sofia 2015: oro nei 48 kg.

### Vittorie nel circuito IJF
| Data          | Località | Paese   | Categoria  |
| ------------- | -------- | ------- | ---------- |
| 30 marzo 2018 | Tbilisi  | Georgia | Grand Prix |